# Otoczak (geologia)

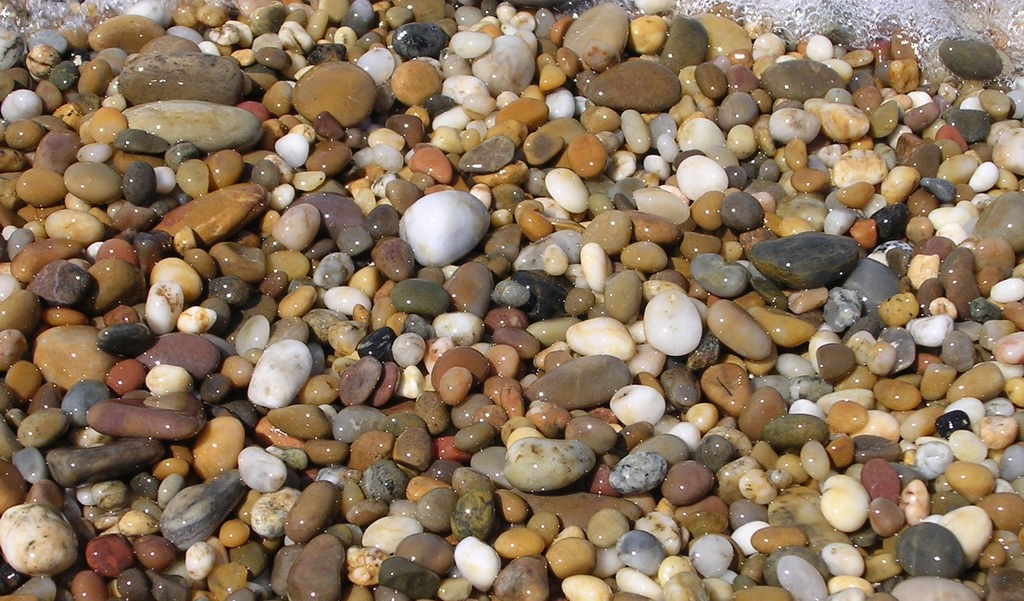
Otoczaki

Otoczak – fragment minerału lub skały o rozmiarach frakcji kamienistej (ewentualnie drobniejszej np. frakcji żwirowej), wygładzony i zaokrąglony podczas transportu przez wodę. Podczas takiego przemieszczania poszczególne fragmenty ocierają się o siebie i o dno zbiornika. Powoduje to obtoczenie większych ziaren i roztarcie drobniejszych. Skutkiem takiej naturalnej obróbki jest zmniejszenie oraz ujednolicenie ich wielkości oraz  kształtu. W materiale o dłuższej drodze transportu przeważają skały bardziej odporne (np. kwarcyty, kwarce, piaskowce).